# 波士頓 (肯塔基州)
波士頓（英語：Boston）是位於美國肯塔基州納爾遜縣的一個人口普查指定地區。

## 人口
根據2020年美國人口普查的數據，波士頓的面積為5.13平方千米，當中陸地面積為5.08平方千米，而水域面積為0.05平方千米。當地共有人口253人，而人口密度為每平方千米49.32人。